# 茅ヶ崎映画祭
茅ヶ崎映画祭（ちがさきえいがさい）は、2012年6月より神奈川県茅ヶ崎市で開催されている映画祭。

## 概要
キャッチコピーは「街と人がつながる、手作りの映画祭」。
映画館やホールでの上映のみならず、市内の旅館や飲食店などを上映会場としているのが特徴。
過去には美容室や保育園、ゴルフ場、海岸でも上映された。 茅ヶ崎映画祭実行委員会が主催している。
2024年10月26日から11月16日にかけて第13回が開催された。

## 開催のきっかけ
茅ヶ崎映画祭の発起人は市内で自主上映会を行なっていた天野茂明。さらに映画祭実行委員として祖父が残した土地で貸農園を営み、自然に触れる場所を街に残そうとしている熊澤弘之が加わった。映画祭開催の前年、天野は国の登録有形文化財で小津安二郎監督が脚本を執筆した定宿として知られている「茅ヶ崎館」の5代目当主森浩章に「映画祭を開きたい」というフェイスブックメッセージを送った。森は自分よりも若い人が思い立ったことを嬉しく思いながらも、「どれだけの覚悟があるのか」と文化継承に関する意識を確かめた。そして映画祭を継続していくという意志が確認できたため参加を決めた。

## 上映作品とその年のトピック
- 第1回（2012年6月1日〜6月10日）
- 第１回茅ヶ崎映画祭のオープニングを飾ったのは前年の2011年12月に亡くなった森田芳光監督の擬似ドキュメンタリー『ライブイン茅ヶ崎』。劇場デビュー前の若き監督が、”生まれ故郷”茅ヶ崎で自主制作した8ミリ映画で、上映される機会はめったになかった作品。森田監督のファンと地元の人で満員の会場は何かが始まる期待感に包まれていた[4]。
- 脚本執筆などを行う際の小津の定宿「茅ヶ崎館」で行われた『麦秋』の上映も満席であった。上映に訪れた市内に住む女性は、公開された小津監督の仕事場「二番の部屋」に座り、「いつかは来てみたいと思っていた。鳥肌が立ちました」と語っている[5]。
  - 「ライブイン茅ヶ崎」（森田芳光）森田は東京出身だが、出生地は母親の実家のある茅ヶ崎市である。
  - 「麦秋」（小津安二郎）
  - 「ヒラツカニアン」
  - 「僕らのミライへ逆回転」（ミシェル・ゴンドリー）
  - 「地球にやさしい生活」（ラウラ・ガバート/ジャスティス・シェイン）
  - 「うまれる」（豪田トモ）
  - 「扉をたたく人」（トム・マッカーシー）
  - 「海の上の君は、いつも笑顔。」（喜多一郎）
  - 「シェーナウの想い」（フランク＝ディーチェ/ヴェルナー＝キーファー）
  - 「葦牙―あしかび―」（小池征人）
  - 「eatrip（イートリップ）」（野村友里）

- 第2回プレイベント（2013年3月20日）

プロデューサーの天野茂明の「今年は少し余裕を持ってイベントを盛り上げていきたい」という思いから、プレイベントとしてドキュメンタリー映画「happy－幸せを探すあなたへ」を、会員制の貸農園「リベンデル」で上映。プレイベントでの上映作品を同作品に決めた理由は、映画を通して幸せについて考えるきっかけになってほしいからと、3月20日が国連が定めたハピネス向上の日ということから。
- - 「happy－幸せを探すあなたへ」（ロコ・ベリッチ）
- 第2回（2013年5月24日〜6月16日）
- 第2回のオープニングも前年に引き続き森田芳光監督作品。デジタル上映が主流になった中、35ミリフィルムで上映された[7]第66回カンヌ国際映画祭のコンペティション部門で審査員特別賞を受賞した是枝裕和監督が茅ヶ崎館での『誰も知らない』の上映後にトークショーのゲストとして招かれ、受賞作『そして父になる』』の脚本をここで執筆したことを明かした[8]。
  - 「家族ゲーム」（森田芳光）
  - 「希望の国」（園子温）
  - 「ちいさな哲学者たち」（ジャン・ピエール・ポッツィ、ピエール・バルジエ）
  - 「祈り〜サムシンググレートとの対話〜」（白鳥哲）
  - 「ワンダーウォール」（ジョー・マソット）
  - 「エンディングノート」（砂田麻美）
  - 「誰も知らない」（是枝裕和）
  - 「戦艦ポチョムキン」（セルゲイ・エイゼンシュテイン）
  - 「早春」（小津安二郎）
  - 「はだしのゲン」（真崎守）
  - 「はだしのゲンが伝えたいこと」（石田優子）
  - 「未来の食卓」（ジャン・ポール・ジョー）
  - 「FANTASTIC SESSION」（原田岳）
  - 「僕のうしろに道はできる」（岩崎靖子）
  - 「食べることでみえてくるもの」（鈴木七沖）
  - 「何が彼女をそうさせたか」（鈴木重吉）

- 第3回（2014年10月10日〜11月3日）
  - 「TOKYO TRANSFER」（リッチ・アドラー）
  - 「ブルーハワイ」（ノーマン・タウログ）
  - 「怪盗グルーのミニオン危機一発」（クリス・ルノー/ピエール・コフィン）
  - 「マカロニ」（エットーレ・スコラ）
  - 「Shaun of the Dead」（エドガー・ライト）
  - 「うまれる」（豪田トモ）
  - 「遺言 ―原発さえなければ―」（豊田直巳/野田雅也）（共同監督）
  - 「A2-B-C」（イアン・トーマス・アッシュ）
  - 「の・ようなもの」（森田芳光）
  - 「ファインディングジョー ～英雄の法則」（パトリック・タカヤ・ソロモン）
  - 「ブルー・ゴールド 狙われた水の真実」（サム・ホッゾ）
  - 「In Transition2.0」（エマ・グード）
  - 「レオニー」（松井久子）
  - 「市民ケーン」（オーソン・ウェルズ）
  - 「秋刀魚の味」（小津安二郎）

- 第4回（2015年6月3日〜6月26日）[9]
- 茅ヶ崎市美術館では版画家・棟方志功の没年に製作、1975年に公開されたドキュメンタリー『彫る　棟方志功の世界』を展示室の壁に吊るした布に映写して上映。同作品はベルリン国際映画祭短編部門グランプリなど数多く受賞した映画[10]。
  - 「かもめ食堂」（荻上直子）
  - 「シンプル・シモン」（アンドレアス・エーマン）
  - 「りんごのうかの少女」（横浜聡子）
  - 「スーパーローカルヒーロー]」（田中 トシノリ）
  - 「サマータイムマシン・ブルース」（本広克行）
  - 「日本と原発」（河合弘之）
  - 「彫る・棟方志功の世界」（柳川武夫）
  - 「山本慈昭 望郷の鐘 満蒙開拓団の落日」（山田火砂子）
  - 「西の魔女が死んだ」（長崎俊一）
  - 「ENSEMBLE episode series 01＆02」（TOOWA2）

第5回（2016年6月1日～18日）
- - 「広河隆一･人間の戦場」（長谷川三郎）
  - 「ジェンダー･マリアージュ」（ベン・コットナー/ライアン・ホワイト）
  - 「シェフ 三つ星フードトラックはじめました」（ジョン・ファヴロー）
  - 「百日紅（さるすべり）～Miss HOKUSAI」（原恵一）
  - 「はての島のまつりごと」（土井鮎太）
  - 「KICK-ASS」（マシュー・ヴォーン）
  - 「海よりもまだ深く」（是枝裕和）
  - 「晩春」（小津安二郎）
  - 「A Film About Coffee」（ブランドン・ローパー）
  - 「バッグス・バニー　イタズラなウサギ」
  - 「福島桜紀行」（鉾井喬）

第6回（2017年6月25日～7月9日）
- 熊本を舞台にした映画「うつくしいひと」のチャリティー上映会（2016年4月に発生した熊本地震に収益金の一部を寄付）が行われ、熊本県のご当地キャラクター「くまモン」が茅ヶ崎市のキャラクター「えぼし麻呂」とともに登壇。[11]
  - 「茅ヶ崎物語 ～MY LITTLE HOMETOWN～」（熊坂出）
  - 「LIFE TREASURE ～人生ハ宝モノ～」（こういちマンモス）
  - 「ゲイビー・ベイビー」（マヤ・ニューウェル）
  - 「うつくしいひと」（行定勲）
  - 「抗い 記録作家・林えいだい」（山西嶋真司）
  - 「またそのうち、どこかでね。」（伊藤久也）
  - 「C-side town」（三澤拓哉）
  - 「Ghost of the Sun＆山本康士短編集」（山本康士）
  - 「ハワイの若大将」（福田純）
  - 「生れてはみたけれど －大人の見る繪本－」（小津安二郎）
  - 「日本と再生」（河合弘之）
  - 「ナイアガラ」（早川千絵）
  - 「冬のメイ」（早川千絵）
  - 「BIRD」（早川千絵）

第7回（2018年6月9日～6月24日）
- 美大生の青春を描いた漫画を実写化した『ハチミツとクローバー』は、ロケ地の一つである茅ヶ崎館で日本語字幕を付けた「バリアフリー上映」された。また、市内在住の園田新監督の最新作『リバースダイアリー』をイオンシネマ茅ヶ崎で上映。同作は「ロンドンフィルムアワード」最優秀作品賞（長編部門）受賞作。上映後には、園田監督と出演者による舞台挨拶が行われた[12]。
  - 「被ばく牛と生きる」（松原保）
  - 「百合祭」（浜野佐知）
  - 「クワイ河に虹をかけた男」（満田康弘）
  - 「マナスルに立つ」（山本嘉次郎）
  - 「なつかしい風来坊」（山田洋次）
  - 「ハチミツとクローバー」（高田雅博）
  - 「リバースダイアリー」（園田新）
  - 「ここに泉あり」（今井正）
  - 「世界でいちばん美しい村」（石川梵）
  - 「いただきます〜みそをつくる子どもたち」（太田敏）
  - 「愛漫遊」（チャーリー・チョイ）

第8回（2019年6月15日～6月30日）
- 「万引き家族」で前年のカンヌ映画祭最高賞を受賞した是枝裕和監督の作品で、前年に亡くなった樹木希林が出演した「歩いても歩いても」を上映。終了後には是枝監督が登壇したほか、「雪国 (カクテル)」を考案した伝説のバーテンダー井山計一の半生を描いたドキュメンタリー映画『YUKIGUNI』の上映会場では地元バーテンダーが作る「雪国」を一杯500円で提供した。[13]。
  - 「あつい壁」（中山節夫）
  - 「新・あつい壁」（中山節夫）
  - 「ユメのおと」（角川裕明）
  - 「ミュージカル／MY☆ROAD MOVIE」（角川裕明）
  - 「北側もオシャレ茅ヶ崎！」（松永万里）
  - 「江ノ島シネマ」（高橋巖、西中拓史、山本美穂、鷲頭祥伍、須山拓真、いながわ亜美、高山直美、安田ちひろ）
  - 「白石康次郎176日の航跡 最年少単独無寄港ヨット世界一周」（Number video）
  - 「YUKIGUNI」（渡辺智史）
  - 「愛と法」（戸田ひかる）
  - 「Hungry〜見えない恐怖から逃げるゲートとカイジョ、どうなる？〜」（ckc2018翼チーム）
  - 「BATTLE IS IN VAIN」（ckc2018ゴリラチーム）
  - 「Diary」（山本久美子）
  - 「A FILM ABOUT COFFEE」（ブランドン・ローパー）
  - 「モルゲン、明日」（坂田雅子）
  - 「歩いても　歩いても」（是枝裕和）
  - 「3泊4日、5時の鐘」（三澤拓哉）

第8.5回「第１回チガサキオンライン映画祭」特別協力シネマプランナーズ （2020年6月20日～6月30日）
- - 「マカリス」（山本康士）
  - 「WILD NIGHT」（中田圭）
  - 「0&1」（中田圭）
  - 「非金属の夜」（中田圭）
  - 「WILD NIGHT」（中田圭）
  - 「中野JK 退屈な休日 Boring Holiday」（中田圭）
  - 「江ノ島シネマ」（高橋巖、山本美穂、須山拓真、いながわ亜美、高山直美、安田ちひろ）
  - 「えのしまピエロ」（今関あきよし）
  - 「Kyoto MON Amour by Cvetkovik Andrijana」（アンドリヤナ・ツヴェトコビッチ）
  - 「紫と金」（エリック・リン）
  - 「グリィちゃんねる」（油木田一清）
  - 「マジカルミカンフィルム」（V.A.）
  - 「川上音二郎版「正劇オセロ」」（演出　岩本一夫）
  - 「鎌倉妖気の旅」（斎藤次男）

第9回「第２回チガサキオンライン映画祭 by U-NEXT」（2021年2月6日~2月28日）＊令和2年文化庁委託事業「文化芸術収益力強化事業」
＜見放題作品＞
- - 「マカリス」（山本康士）
  - 「江ノ島シネマ」（高橋巖、山本美穂、須山拓真、いながわ亜美、高山直美、安田ちひろ）
  - 午後3時の悪魔（池田健太）
  - Return（三澤拓哉)
  - りも芝居（古澤利人・平岡基）

＜アーカイブス作品＞
- - 早春（小津安二郎 ）
  - 怪盗グルーのミニオン危機一発	（クリス・ルノー/ピエール・コフィン）
  - の・ようなもの（森田芳光）
  - かもめ食堂	（荻上直子）
  - サマータイムマシン・ブルース（本広克行）
  - 希望の国	（園子温）
  - シェフ三つ星フードトラックはじめました（ジョン・ファヴロー）
  - 海よりもまだ深く（是枝裕和）
  - ハワイの若大将（福田純）
  - ハチミツとクローバー（高田雅博）

第10回（2021年6月12日~6月27日）
- 開催10周年記念特別招待作品として桑田佳祐が監督した伝説の音楽映画『稲村ジェーン』を上映[14][15][16]。
  - 稲村ジェーン（桑田佳祐）　
  - 東京物語（小津安二郎）
  - ～アンフィニ～（井坂聡）
  - 白い鳥（三好大輔・川内有緒）
  - マカリス（山本康士）
  - Fa（r）ther （山本康士）
  - Japan 失われたルーツを探して（Masa.GOCHO ）
  - クバの島々の栄光 ~旧約聖書が暮らしに残る島（Masa.GOCHO ）
  - 神さまに守られた里＜特報＞（Masa.GOCHO ）
  - ネバーダイアウト・ザ・カッパ（斎藤次男）
  - 救え！未来の街（文京⭐︎こどもと映画のとびら2019）
  - 世界が終わる10分前（文京⭐︎こどもと映画のとびら2019）
  - 絆の扉（文京⭐︎こどもと映画のとびら2020）
  - 神様は知っているー神様の結末』（文京⭐︎こどもと映画のとびら2020）
  - Unforgettable Scene（郁文館グローバル高等学校）
  - 朝を待つ君へ -LA CLEF DU JOUR-（東京都立工芸高等学校全日映画研究部CORAL FILM フランス　ラスパイユ高校との共同制作)
  - 森は鳴き止まぬ（神奈川県立藤沢総合高等学校「映像表現」　スィヤーウォン麗）
  - 取る人と盗る人（神奈川県立横浜翠嵐高等学校放送委員会　内田亮介）
  - クビナシ男とカンペキ少女（神奈川県立藤沢清流高等学校映像有志　金目美月）
  - 高麗をめぐる（神奈川県立横浜翠嵐高等学校放送委員会　内田亮介）

第11回（2022年6月5日~7月23日）
- オール女子高生チームで制作され「高校生のためのeiga worldcup 2022」でグランプリほか７冠を受賞した『今日も明日も負け犬。』をオープニング作品として上映[17]。
- 特別招待作品として三澤拓哉が監督を務めた「ショートショートシアターTHE湘南市」をワールドプレミアとして上映[18]。
  - 今日も明日も負け犬。（福岡県立筑紫丘高等学校今日も明日も負け犬。製作委員会 西山夏実）　
  - モアナヌイアケア（Nāʻālehu Anthony）
  - ショートショートシアター THE湘南市（（三澤拓哉）
  - 感染（神奈川県立藤沢清流高等学校 映像制作集団Isotope　米山柚菜）
  - ハイマ（神奈川県立藤沢清流高等学校映像制作集団Isotope　中亨侑）
  - 翠嵐爆発 （神奈川県立横浜翠嵐高等学校放送委員会　西川なつめ）
  - 東山くんの高校生活最後の30日（神奈川県立神奈川工業高等学校 映画研究部 松山靖弘、西岡快悟 ）
  - 兄弟の製作方法（鎌倉学園高等学校映画研究同好会 釜井亮太 ）
  - 僕のいない世界（ 神奈川県立大磯高等学校SF研究部 櫻井悠斗）
  - 屋根の上に吹く風は（浅田さかえ）
  - 鎌倉妖気の旅（斎藤次男）
  - ハマナス村の戦争（斎藤次男）
  - シャコタン★デカ一速（斎藤竜一）
  - 修猷館VSサメREVAIVAL（福岡県立修猷館高等学校映画制作部 修猷館VSサメ製作委員会 田浦智大）
  - パンデミック（小池大智）
  - お父さんをください（堀内友貴）
  - 冬が燃えたら（浅沼直也）
  - happy しあわせを探すあなたへ（ロコ・ベリッチ）
  - 銀鏡（赤阪友昭）
  - おじいちゃん、死んじゃったって。（森ガキ侑大）

第12回（2023年10月7日~10月29日）
- 小津安二郎生誕120年のメモリアルイヤーとして小津安二郎の作品を３本上映。松竹シネマクラシックスのサイトにも「小津安二郎生誕120年記念 2023年後半 イベント一覧！」としてリンクが貼られた。[19]。
- 茅ヶ崎映画祭のトークゲストとして登壇した西川美和監督が『すばらしき世界』の上映後、「チガサキごとよ、Cheeega！」インタビューに応じた。[20]。
- 茅ヶ崎在住の石川慶監督も茅ヶ崎映画祭のトークゲストとして登壇し『ある男』の上映後、タウンニュース茅ヶ崎版のインタビューに応じ「人物風土記」に掲載された。[21]。
  - 見えた、お茶が潤す未来（神奈川県立小田原高等学校放送部 高橋沙綾）　
  - TEENAGER〜復讐者〜（東放学園高等専修学校映像制作アーツ 塚本麻友葉）　
  - 東亰秘密防衛局 File:0.5「すべての始まり」（学校法人角川ドワンゴ学園N高等学校東亰秘密防衛局製作プロジェクト 羽生優）　
  - THE BELL　ディレクターズカット（恵水流生）　
  - 小津安二郎生誕120年～小津サイレントのすゝめ『東京の合唱』新音声版（小津安二郎）　
  - 銀鏡（赤阪友昭）
  - 「dog and people」〜犬と人の間にあるもの〜（松本和巳）　
  - 浮草物語（小津安二郎）　
  - ぼくが性別「ゼロ」に戻るとき　空と木の実の9年間（常井美幸）　
  - 横浜を創った男（齋藤次男）　
  - 転生女優（ダイナマイト・ボンバー・ギャル）　
  - ファーストミッション（総合監督HAYATE監督中山剛平）　
  - マイペンライ（関乃愛）　
  - 波待ち（檀上かおり）　
  - HalloweenDiscoNight（小川翔太）　
  - 八百屋狸ほか（みなまるこ）　
  - さんまいのおふだ（松崎希美子）　
  - パカリアン（秦俊子）　
  - こどもかいぎ（豪田トモ）　
  - ペコロスの母に会いに行く（森﨑東）　
  - 長屋紳士録（小津安二郎）　
  - すばらしき世界（西川美和）　
  - ある男（石川慶）

第13回（2024年10月26日~11月16日）
- ５人の脚本家たちによる母をテーマにしたオムニバス映画「Ｍｏｔｈｅｒｓ マザーズ」のプレミア上映が行われた。満席の中で行われた上映後の舞台あいさつには、５作品の出演者、スタッフ19名が登壇。その中で、茅ヶ崎の柳島海岸などで撮影された作品「ルカノパンタシア」で母親役を演じた嶋村友美さん、娘役の森山みつきさん、メガホンを執った難波望監督がタウンニュースのインタビューに応じた。[22]。
  - Mothers マザーズ（武田恒 高橋郁子 木内麻由美 野田麗未 難波望）　
  - 高校生の今に（（神奈川県立小田原高等学校放送部 東島沙耶花）　
  - 放課後（倉田恵子）　
  - HIGH-SCHOOL-TERROR （手塚真）　
  - 麥秋（小津安二郎）　
  - 銀鏡（赤阪友昭）
  - 西ノ島の盆（水月ちひろ）　
  - 凍りついた翼で（吉村元希）　
  - ちいこの遠足（吉村元希）　
  - L（吉村元希）
  - 第15回 バードウォッチャーズ ジャズコンサート ジャズの偉人シリーズチャーリー・パーカー物語（宇山恭平（監修））